# Klein Lobke
Klein Lobke is een plaats in de Duitse gemeente Sehnde, deelstaat Nedersaksen, en telt 253 inwoners.

Zie voor meer informatie: Sehnde.